# 2,3-环氧鲨烯
(S)-2,3-环氧鲨烯（英語：(S)-2,3-epoxysqualene）也叫做(S)-2,3-氧化鲨烯（英語：(S)-2,3-Oxidosqualene）是甾体前体羊毛甾醇、环阿屯醇以及皂苷合成的中间产物，由角鲨烯通过鲨烯环氧化酶氧化而来。2,3-氧鲨烯是许多氧化鲨烯环化酶的底物，包括羊毛甾醇合酶，产生羊毛甾醇，再转化为胆固醇。
其立体异构体 2,3-(R)-氧鲨烯是羊毛甾醇合酶的抑制剂。